# Phüntso Wangye
Phüntso Wangye, även känd som Phünwang, född 25 oktober 1922 i Batang, Sikang, död 30 mars 2014 i Peking,  var en tibetansk-kinesisk kommunistisk politiker.
Phünwang föddes i en liten stad i västra Sikang-provinsen (nuvarande Sichuan) i det tibetanska kulturområdet Kham. Han studerade jordbruk vid en akademi för tibetaner och mongoler i Nanking och blev efter självstudier i marxistiska skrifter en övertygad kommunist. I synnerhet Lenins pamflett Om nationernas självbestämmanderätt hade en stark påverkan på Phünwang, där han såg en lösning på tibetanernas nationella problem.
1939 blev han en av grundarna av det underjordiska tibetanska kommunistiska partiet. I Kham försökte Phünwang starta en gerillarörelse mot krigsherren Liu Wenhui och han verkade för upprättandet av en självständig socialistisk tibetansk republik i association med Sovjetunionen och ett framtida socialistiskt Kina.
Efter Folkrepubliken Kinas grundande 1949 gick han med i Kinas kommunistiska parti och deltog i Pekingregeringens arbete med att införliva Tibet med Kina 1950–1951. Phünwang ställde sig emellertid kritisk till det som han uppfattade som hankinesisk chauvinism i arbetet med att reformera det tibetanska samhället och fängslades i samband med kampanjen mot högeravvikelser 1958 på grund av anklagelser om "lokal nationalism". Han tillbringade tjugo år i Qinchengfängelset och verkade efter frisläppandet 1978 för att skapa ökad förståelse mellan hankineser och tibetaner.